# Arrondissement de Cochem

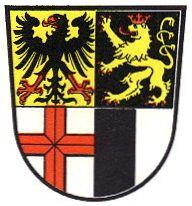
Armoiries.

L'arrondissement de Cochem (orthographe officielle en 1939 : Kochem) est une unité administrative créée en 1816 par le royaume de Prusse, et située sur le territoire de l'actuelle Rhénanie-Palatinat. Administrativement, il est rattaché de 1816 à 1945 au district de Coblence dans la province du Rhénanie et de 1946 à 1969 à l'état de Rhénanie-Palatinat. Dans le cadre de la réforme communale de Rhénanie-Palatinat qui commence au milieu des années 1960, l'arrondissement de Cochem est dissous en 1969 ; la ville de Cochem, qui appartenait à l'arrondissement, ainsi que 67 communes sont affectées à l'arrondissement nouvellement formé de Cochem-Zell.

## Géographie
Début 1969, l'arrondissement borde les arrondissements de Mayen (de), Saint-Goar (de), Simmern, Zell, Wittlich et Daun dans le sens des aiguilles d'une montre en partant du nord.

## Histoire

### Création
Après que le Royaume de Prusse se voit attribuer en 1815, lors du Congrès de Vienne, la Rhénanie et donc également des parties de la région de la rive gauche du Rhin, qui est sous administration française de 1794 à 1814, six districts sont créés le 22 avril 1816 dans les deux provinces rhénanes. Le 14 mai 1816, la division du district de Coblence en 16 arrondissements, dont l'un est l'arrondissement de Cochem, est publiée dans le journal officiel du district de Coblence. À partir de 1822, le district de Coblence et l'arrondissement de Cochem font partie de la nouvelle province de Rhénanie.
Sur la base de la situation de propriété avant 1794, l'arrondissement se compose d'une partie de l'électorat de Trèves et de quelques villes de l'arrière-comté de Sponheim. Pendant l'administration française, le territoire est attribué à l'arrondissement de Coblence dans le département de Rhin-et-Moselle en tant que canton de Cochem (de) de 1798 à 1814.
L'arrondissement de Cochem comprend la ville de Cochem, les villes de Kaisersesch, Treis et Lutzerath, 66 villages, 7 hameaux et 19 fermes. Les statistiques prussiennes de 1828 comprennent 35 églises catholiques et 10 églises protestantes, 53 chapelles, 6 synagogues et 135 édifices publics, un lycée et 61 écoles élémentaires catholiques. Les tribunaux de la paix sont à Cochem, Treis et Lutzerath.
Sur le plan administratif, l'arrondissement est divisé en sept mairies :
- Mairie de Cochem avec la ville de Cochem, 6 villages, 1 hameau, 3 cours et 29 moulins ; en 1828, 3737 habitants y vivent.
- Mairie de Pommern avec 5 villages, 4 cours et 12 moulins, qui comptent ensemble 2180 habitants en 1828.
- Mairie d'Eller avec 6 villages, 2 cours et 3 moulins ; en 1828, 2552 habitants y vivent.
- Mairie de Kaisersesch avec le village de Kaisersesch, 16 villages, 8 fermes et 15 moulins, qui comptent ensemble 5449 habitants en 1828.
- Mairie de Carden avec 9 villages, 1 hameau, 13 fermes et 10 moulins, qui compte au total 3320 habitants en 1828.
- Mairie de Treis avec le village de Treis, 9 villages, 14 fermes et 15 moulins ; en 1828, 4737 habitants y vivent.
- Mairie de Lutzerath avec la commune de Lutzerath, 15 communes, 5 hameaux, 5 cours et 12 moulins, qui comptent ensemble 5165 habitants en 1828.

Les mairies existent jusqu'en 1927 et sont ensuite rebaptisées bureaux.

### Réforme administrative
Après la Seconde Guerre mondiale, l'arrondissement de Cochem est rattaché au nouveau Land de Rhénanie-Palatinat en 1946. Dans le cadre des réformes territoriales et administratives qui commencent au milieu des années 1960, l'arrondissement de Cochem est dissous sur la base de la troisième loi du Land sur la simplification administrative dans le Land de Rhénanie-Palatinat du 12 novembre 1968, avec effet au 7 juin 1969, et l'arrondissement de Cochem-Zell est constitué à partir de cet arrondissement, avec des parties de l'arrondissement de Zell, également dissous.

## Évolution de la démographie
| Année | Habitants | Source |
| ----- | --------- | ------ |
| 1816  | 22 393    | [ 3 ]  |
| 1838  | 31 287    | [ 4 ]  |
| 1871  | 34 841    | [ 5 ]  |
| 1885  | 37 815    | [ 5 ]  |
| 1900  | 39 646    | [ 6 ]  |
| 1910  | 41 537    | [ 6 ]  |
| 1925  | 40 783    | [ 6 ]  |
| 1939  | 40 921    | [ 6 ]  |
| 1950  | 43 405    | [ 6 ]  |
| 1960  | 44 000    | [ 6 ]  |
| 1968  | 48 430    |        |

## Administrateurs de l'arrondissement
- 1816–1841: Peter Franz Oster (de)
- 1818:–0000 Salentin von Cohausen (de)
- 1841:–0000 Joseph Franz Keiffenheim (de)
- 1841:–0000 Ludwig Viktor von Villers (de)
- 1841–1849: Karl Julius Schönberger (de)
- 1849–1888: Heinrich Jaeger (de)
- 1888–1894: Walther Langen (de)
- 1894:–0000 Ferdinand Heising (de)
- 1894–1908: Karl-August Hermann Gerbaulet (de)
- 1908–1918: Karl Georg von Hammerstein-Gesmold (de)
- 1917–1921: Kurt von Lettow-Vorbeck (de)
- 1921–1935: Carl Müller (de)
- 1935:–0000 Heinz Korte (de)
- 1935–1942: Joachim Hohberg (de)
- 1942:–0000 Walter Schlüter (de)
- 1942–1943: Otto Niese (de)
- 1945–1948: Adolf Gandner (de)
- 1949–1951: Joseph Maria Herlet (de)
- 1951–1960: Albert Gilles (de)
- 1960–1969: Severin Bartos (de)

## Communes
En 1969, l'arrondissement de Cochem comprend la ville suivante :
- Cochem

et 67 communes : 
| - Alflen - Auderath - Bad Bertrich - Beuren - Binningen - Brachtendorf - Bremm - Brieden - Brohl - Bruttig - Büchel - Dohr - Driesch - Dünfus - Düngenheim - Ediger - Ellenz-Poltersdorf - Eller (Mosel) - Eppenberg - Ernst - Eulgem - Faid - Fankel | - Filz - Forst - Gamlen - Gevenich - Gillenbeuren - Greimersburg - Hambuch - Hauroth - Illerich - Kaifenheim - Kail - Kaisersesch - Kalenborn - Karden - Kennfus - Kliding - Klotten - Lahr - Landkern - Laubach - Lieg - Lütz - Lutzerath | - Masburg - Möntenich - Mörsdorf - Moselkern - Müden (Mosel) - Müllenbach - Nehren - Pommern - Roes - Schmitt - Treis - Ulmen-Meiserich - Urmersbach - Urschmitt - Valwig - Wagenhausen - Weiler - Wirfus - Wollmerath - Zettingen - Zilshausen |

Les deux communes de Cond et Sehl sont incorporés le 1er octobre 1932 dans la ville de Cochem.

## Plaque d'immatriculation
Le 1er juillet 1956, lors de l'introduction des plaques d'immatriculation encore valables aujourd'hui, l'arrondissement se voit attribuer le caractère distinctif COC . Il est toujours délivré dans l'arrondissement de Cochem-Zell à ce jour.